# Pachyramphus albogriseus
Pachyramphus albogriseus là một loài chim trong họ Tityridae.